# Przykopy (województwo śląskie)
Przykopy – osada w Polsce położona w województwie śląskim, w powiecie zawierciańskim, w gminie Pilica.
W latach 1975–1998 miejscowość położona była w województwie katowickim.